# 舒特尼夫齊
48°35′50″N 26°37′9″E / 48.59722°N 26.61917°E
舒特尼夫齊（烏克蘭語：Шутнівці），是烏克蘭的村落，位於該國西部赫梅利尼茨基州，由卡緬涅茨-波多利斯基區負責管轄，處於斯莫特里奇河畔，面積0.69平方公里，2001年人口384。